# 海岸山脈
海岸山脈（南勢阿美語：sawaliyan a lutuk）為台灣五大山脈之一，日治時期被稱為台東山脈，位於臺灣本島之東緣，即臺灣東部，北起花蓮縣花蓮溪口，南迄臺東縣卑南溪口，其縱長約175公里，東西之平均寬度為10公里，稜脈呈北北東－南南西走向，是五大山脈之中最低矮者，山嶺高度多在1000公尺左右，北段較低，南段較高，最高峰為高1680公尺的新港山。

## 地形
海岸山脈一般以秀姑巒溪切穿而分成南北兩段。北段北自花蓮溪口的花蓮山起（地質學家認為花蓮市的美崙山、花崗山亦係海岸山脈殘餘的山丘），經賀田山、月眉山、六階鼻山、八里灣山、大奇山而抵秀姑巒溪，八里灣山是北段最高峰，但高度未及1000公尺。北段為花38-1線、花46線、台11甲線光豐公路等道路切斷，另有米棧-月眉古道、奉公越嶺路等古道。
奇美以南是南段，自里牙津山起，經三間屋山、北花東山、成廣澳山、新港山、都蘭山而止於卑南溪，南段除有東河到富里的台23線東富公路切穿外，新開通的台30線玉長公路（從卓溪鄉的南安瀑布起，經玉里、安通，鑿穿海岸山脈後，直抵台11線的寧埔）；還有瑞穗到豐濱大港口的瑞港公路、安通越嶺道等道路及古道切穿海岸山脈。
海岸山脈東西兩側有許多平行主稜的小稜脈，學者稱為「雁狀排列」，如同雪山山脈北段。
受到菲律賓海板塊的擠壓，綠島和蘭嶼正以每年八公分的速度旋轉、移向台東，約50萬和120萬年後就會在台東縣台東市位置連接，成為海岸山脈的一部份。數百萬年後海岸山脈北段會脫離台灣本島至琉球海溝一帶隱沒入歐亞大陸板塊底下而消失。

## 地質
海岸山脈是菲律賓群島漂移而來的陸地，因此地質為安山岩的火山集塊岩，與綠島、蘭嶼相同，因為與花東縱谷的板塊不同，兩相撞擊下，使花東地區成為台灣地震發生最頻繁的地區。在海岸山脈擠壓形成的過程中，海底物質底泥及岩塊被推擠上陸地，形成特殊泥岩層，例如分布在海岸山脈南端，位於臺東縣的利吉惡地。而高熱岩漿噴發地表時混合了其他岩石，形成了以堅硬高大聳立的集塊岩為主體的山體，例如都蘭山。

## 主要山峰
海岸山脈超過一千公尺以上的山峰有十餘座，由北而南詳列如下：
1. 織羅山（1,152公尺）
2. 麻汝蘭山（1,280公尺）
3. 三間屋山（1,334公尺）
4. 北花東山（1,242公尺）
5. 花東山（1,135公尺）
6. 烏帽子山（1,012公尺)
7. 安通越山（1,085公尺）
8. 大庄越山（1,010公尺）
9. 成廣澳山（1,597公尺）
10. 分水崙山（1,441公尺）
11. 白守蓮山（1,561公尺）
12. 新港山（1,682公尺,最高峰）
13. 麒麟山（1,544公尺）
14. 嘉平山（1,016公尺）
15. 富興山（1,023公尺）
16. 里東峰（1,010公尺）
17. 都蘭山（1,190公尺）

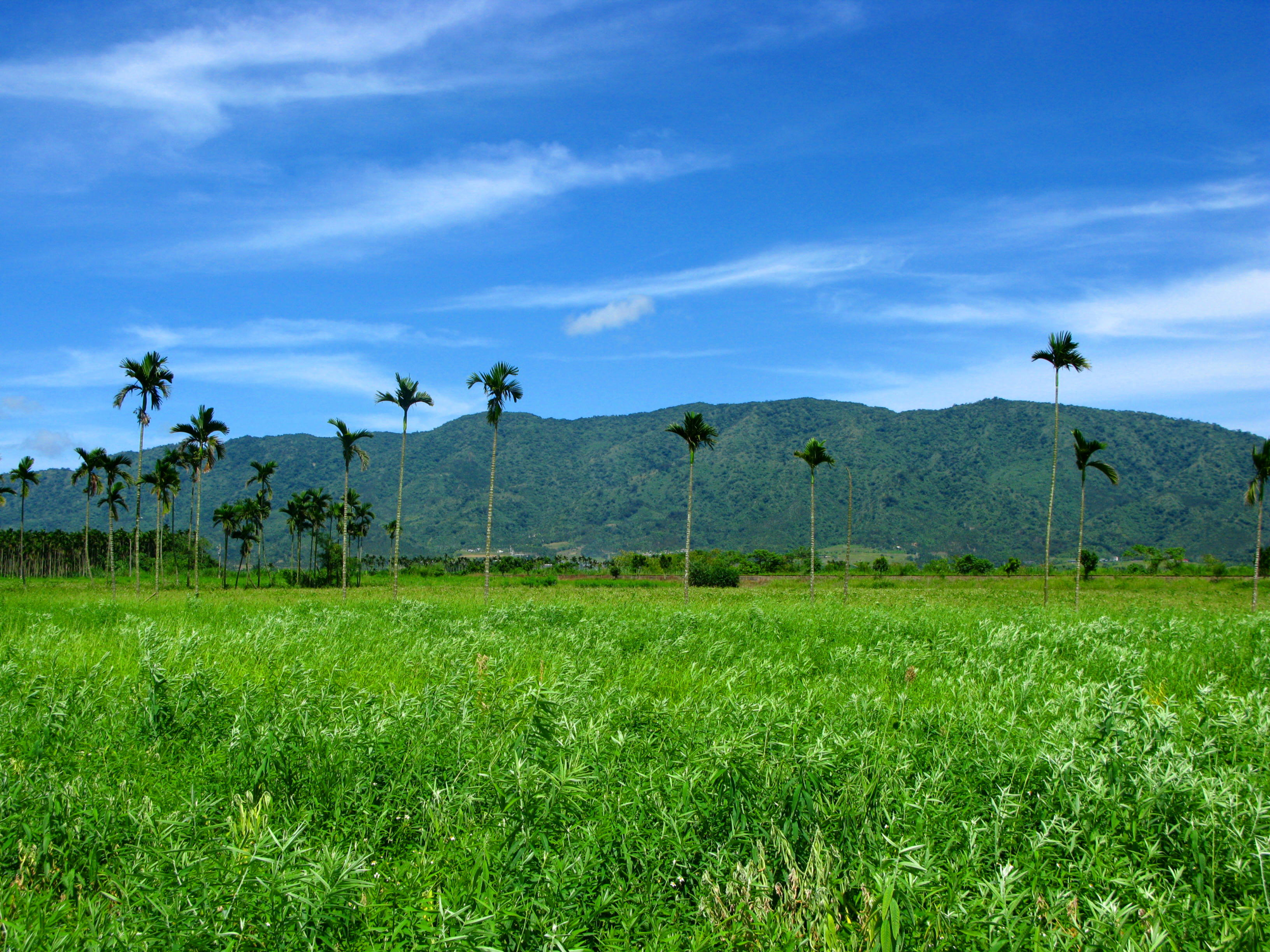
花蓮的海岸山脈（六階鼻山，標高586公尺）
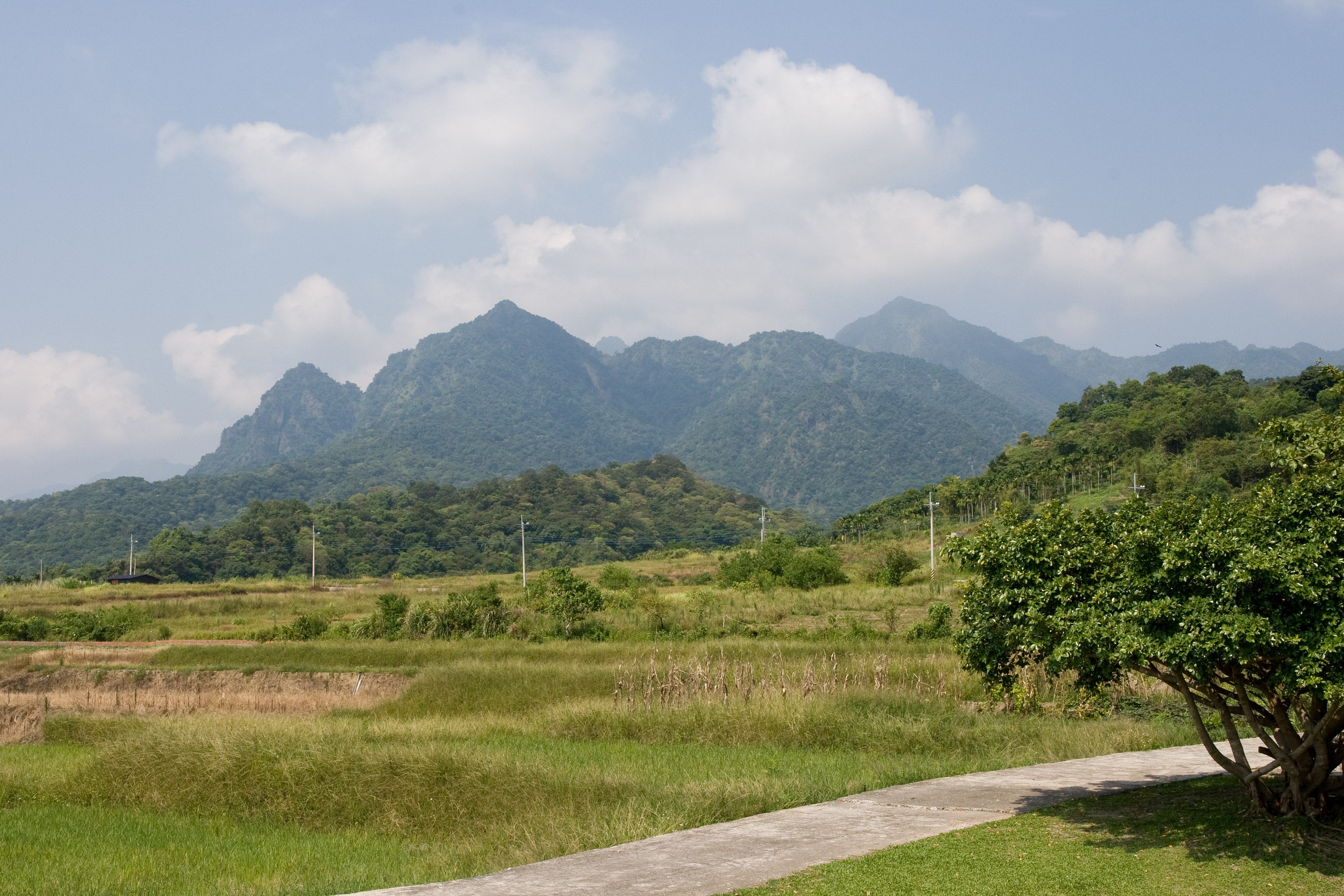
花蓮縣豐濱郷的海岸山脈
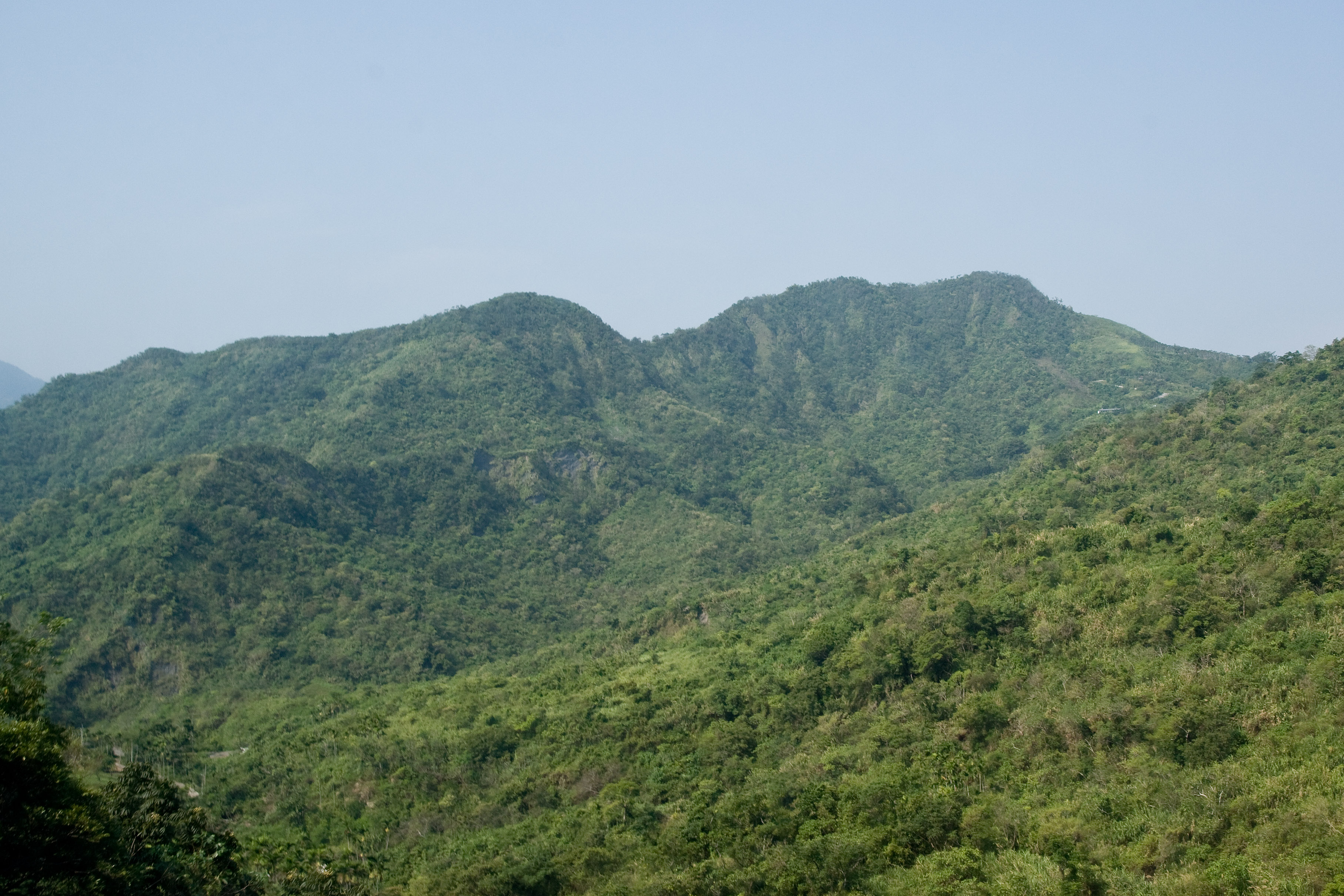
花蓮縣豐濱郷的海岸山脈
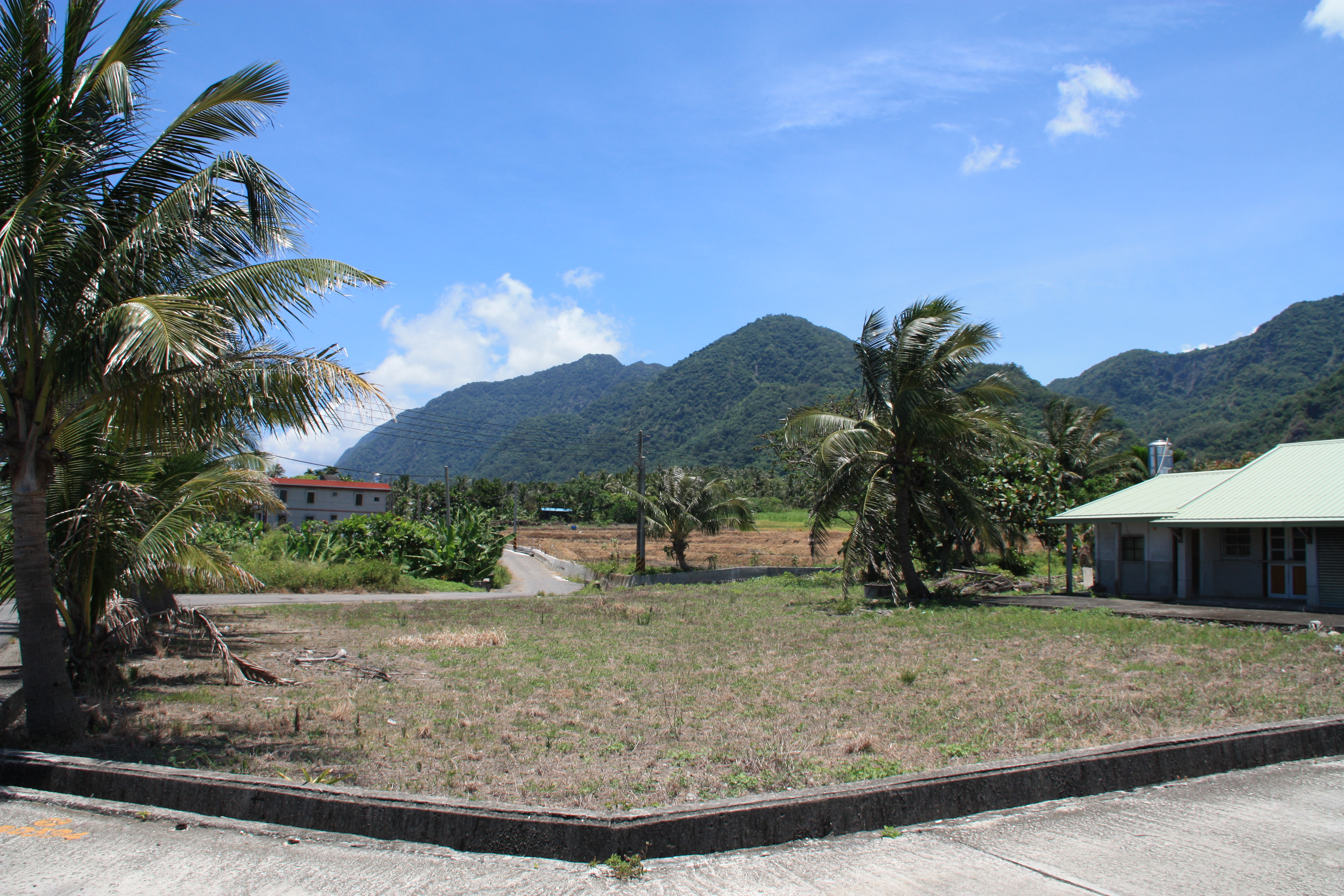
臺東縣成功鎮的海岸山脈
臺東縣成功鎮的海岸山脈
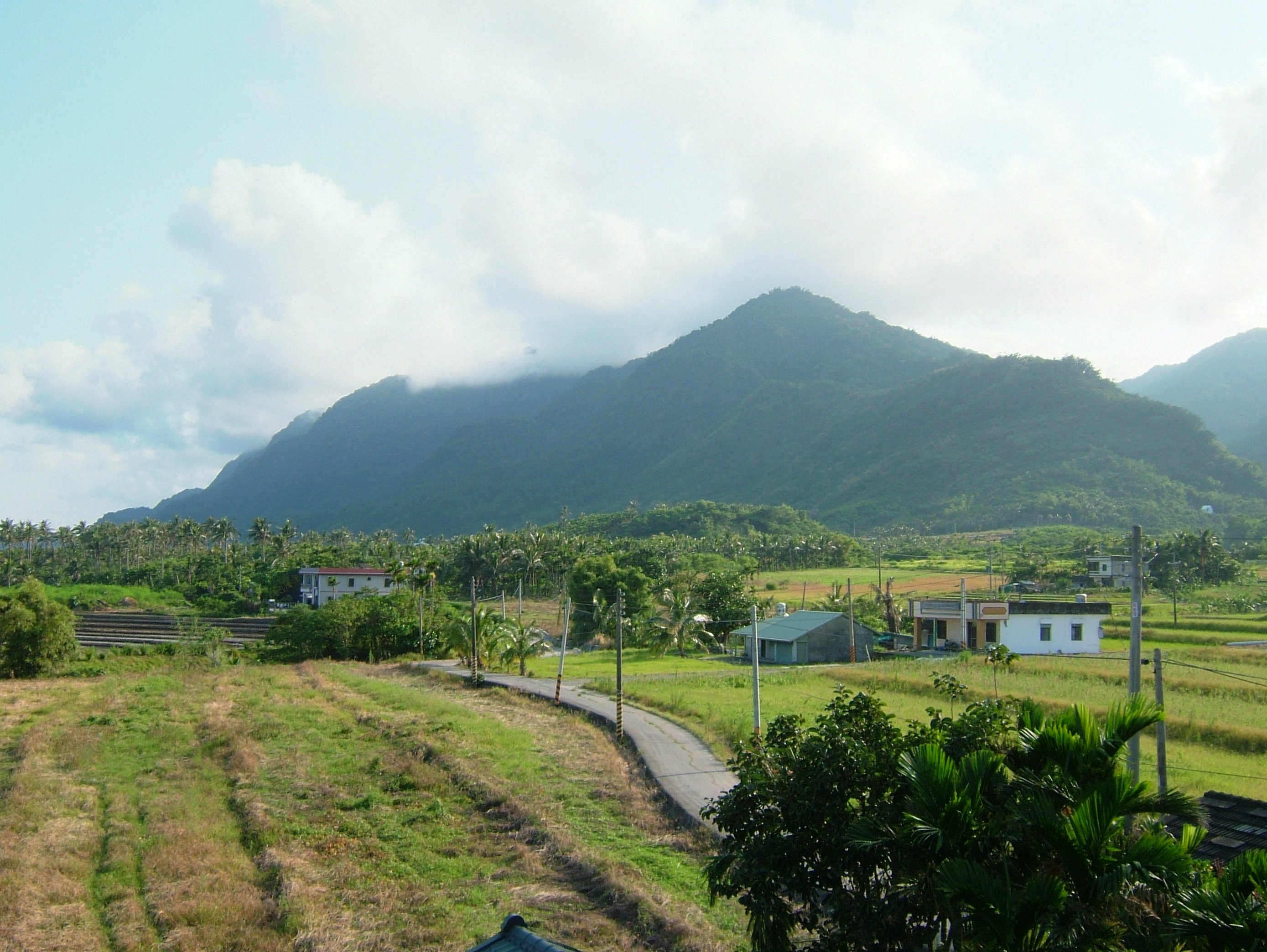
臺東縣成功鎮的海岸山脈
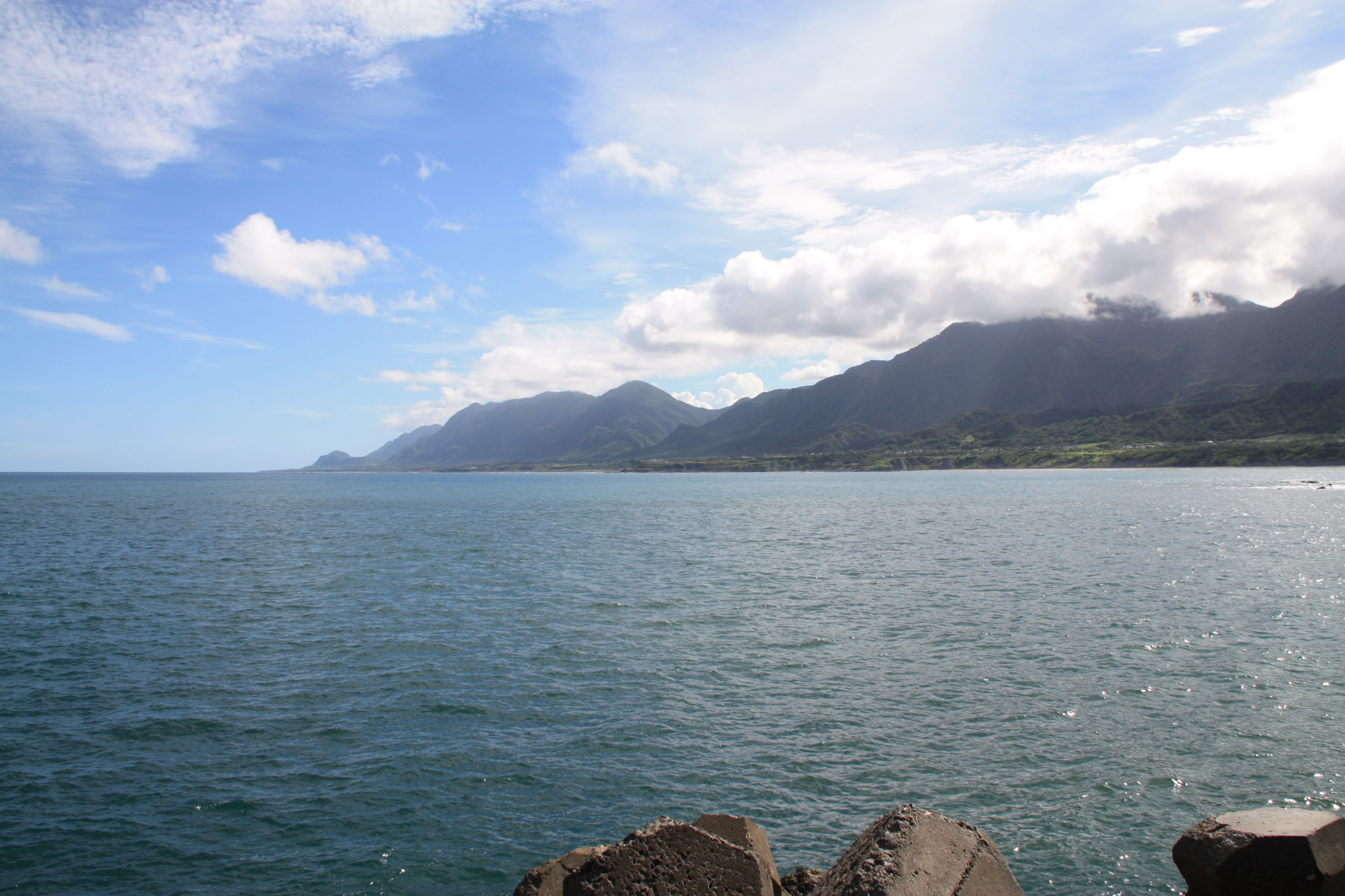
臺東縣成功鎮成功漁港看海岸山脈
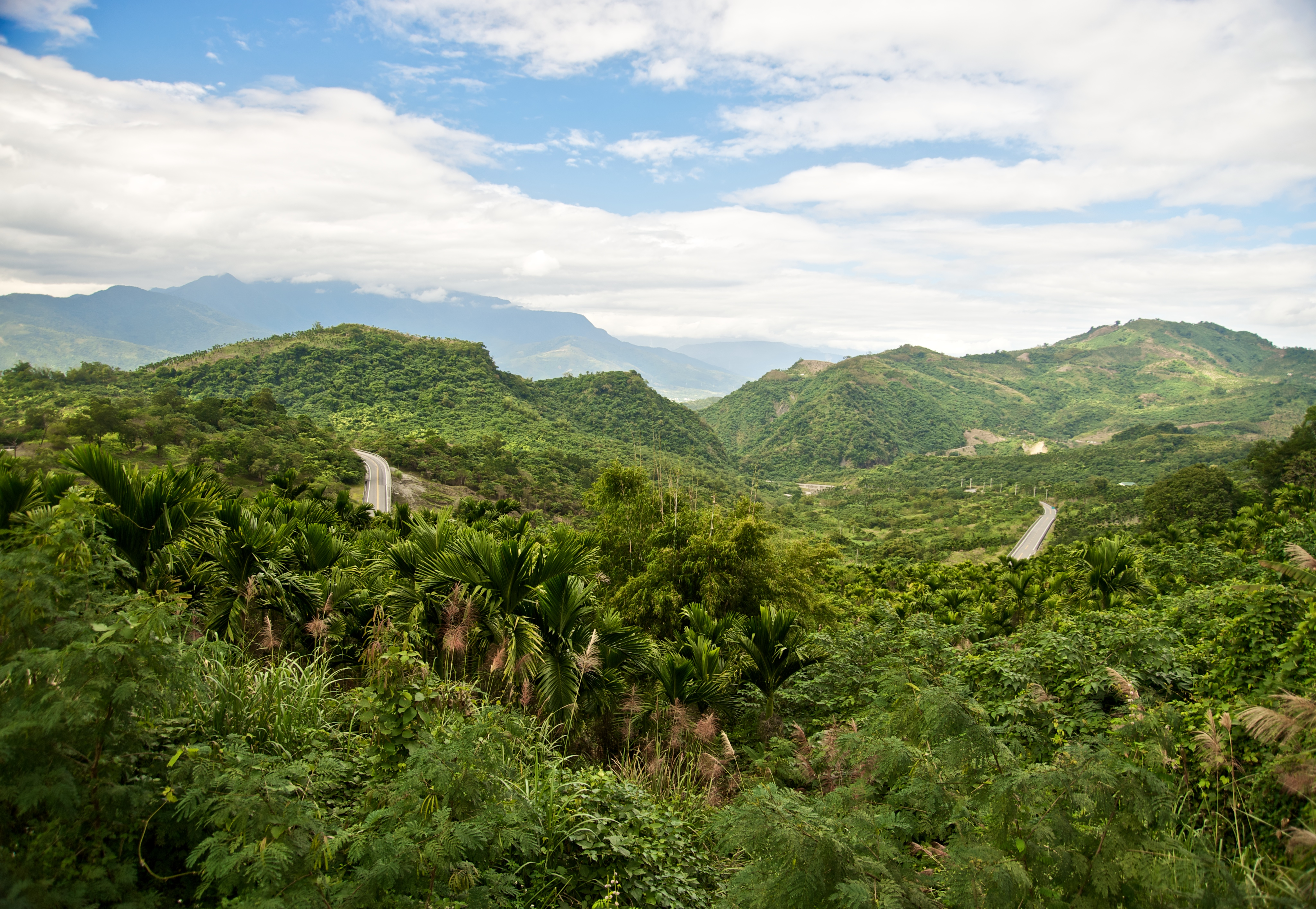
玉長公路橫貫海岸山脈